# Notiocampus ruber
Notiocampus ruber är en fiskart som först beskrevs av Ramsay och Ogilby 1886.  Notiocampus ruber ingår i släktet Notiocampus och familjen kantnålsfiskar. Inga underarter finns listade i Catalogue of Life.